# Дірк V
Дірк V (нід. Dirk V; бл. 1052 — 17 червня 1091) — граф Західної Фризландії (Голландії) в 1061—1091 роках. Відвоював втрачені попередниками землі.

## Життєпис
Походив з династії Герульфінгів. Старший син Флоріса I, графа Західної Фризландії (Голландії), та Гертруди Саксонської. Народився близько 1052 року. Після загибелі батька 1061 року успадкував його графство. Через малий вік регентшею стала його мати, яка вимушена була захищати володіння від Вільгельма I фон Вассенберга, єпископа Утрехту, та його союзників серед фризької шляхти. Допомогу регентші надав Роберт Фландрський, який 1063 року остаточно відбив зовнішню загрозу. Того ж року Гертруда вийшла заміж за останнього.
Роберт Фландрський вправно керував Західною Фризландією до 1070 року, коли успадкував графство Фландрію. Після цього Фризію зайняв Готфрід IV, герцог Нижньої Лотарингії, допомігши утрехтському єпископу Вільгельму I фон Вассенбергу, здолати Гертруду.
1075 року Дірк V остаточно перебрав керування графством. Невдовзі підтримав папу римського Григорія VII та антикороля Рудольфа Швабського проти імператора Генріха IV. Це сталося головним чином через те, що імператора підтримували вороги Дірка V — герцог Готфрід IV і єпископ Вільгельм I фон Вассенберг.
1076 року у битві біля Дельфта спільно з вітчимом Робертом I, графом Фландрії, Дірк V завдав поразки нижньолотаринзькому герцогу Готфріду IV, який загинув. Того ж року помер Утрехтський єпископ. Цим скористався Дірк V, перейшовши у наступ. Невдовзі спільно з Робертом I взяв в облогу в замку Ейсельмонде нового утрехтського єпископа Конрада. Останній зрештою мусив замиритися з Дірком V, передавши тому Влардінген та інші спірні володіння.
Протягом 1080-х років підтримував усі повстання проти імператора. Належав до партії прихильників Папського престолу у боротьбі за інвеституру. Помер 1091 року. Йому спадкував син Флоріс II.

## Родина
Дружина — Отельхільда Саксонська
Діти:
- Флоріс (1080—1122), граф Голландії
- Матильда